# Militärversorgungsgericht

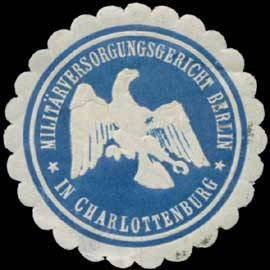
Siegelmarke Militärversorgungsgericht in Charlottenburg

Militärversorgungsgerichte waren nach dem Ersten Weltkrieg eine spezielle Form der Verwaltungsgerichtsbarkeit zur gerichtlichen Klärung von Versorgungsansprüchen von Kriegsversehrten.
Mit der Verordnung über die Änderung des Verfahrens in Militärversorgungssachen vom 1. Februar 1919 wurden die Militärversorgungsgerichte und an der Spitze das Reichsmilitärversorgungsgericht geschaffen. Kriegsversehrte konnten gegen den Bescheid der Militärverwaltungsbehörden vor den Militärversorgungsgerichten klagen. Gegen die Entscheidungen der Militärversorgungsgerichte war Revision bei dem Reichsmilitärversorgungsgericht möglich. Die Militärversorgungsgerichte wurden an den jeweiligen Oberversicherungsämtern eingerichtet. Präsident des Reichsmilitärversorgungsgerichtes war Paul Kaufmann, der zugleich das Reichsversicherungsamt leitete.
1922 wurde das Reichsmilitärversorgungsgericht durch das Reichsversorgungsgericht ersetzt.